# Geai de San Blas
Cyanocorax sanblasianus
Espèce
Synonymes
- Cissilopha sanblasiana[2]

Statut de conservation UICN

 LC  : Préoccupation mineure
Le Geai de San Blas (Cyanocorax sanblasianus) est un oiseau appartenant à la famille des Corvidae. Il est endémique du Mexique. C'est une espèce commune classée comme "la moins préoccupante" par l'UICN.
Le Geai de San Blas adulte mesure entre 27 et 35 cm de long et pèse entre 92 et 122 g. Les sexes sont semblables. L'adulte a le dos, la queue, le croupion et les ailes bleus. Le reste du plumage est noir. Il a une petite crête sur le devant de la tête, les iris sont blancs, les pattes et le bec noirs. Les jeunes sont semblables mais présentent une crête plus grande, des yeux bruns et un bec jaune. 
Ce geai est endémique du Mexique. Il existe deux sous-espèces :
- Cyanocorax sanblasianus nelsoni Bangs & T. E. Penard, 1919 qui se rencontre dans le sud-ouest du Mexique, de Nayarit, Colima et Jalisco jusqu'à Guerrero ;
- Cyanocorax sanblasianus sanblasianus (Lafresnaye, 1842) uniquement présent dans la région côtière de Guerrero.

L'habitat comprend des fourrés, des bosquets, des forêts semi-humides et sèches ainsi que des zones de mangrove. On ne le trouve pas au cœur des forêts.
L'espèce est sociable. Elle vit en petits groupes, comptant jusqu'à trente individus dont six à dix couples nicheurs. Ils occupent un vaste territoire, mais ont peu d'interaction avec les groupes voisins. Ces geais semblent avoir une liaison stable, et la plupart se reproduisent à l'âge de trois ans. Les nids, regroupés dans les vignes, arbustes ou arbres, sont construits avec des brindilles puis tapissés de matière végétale douce. L'incubation dure environ dix-huit jours et la femelle pond jusqu'à quatre œufs. Les deux parents s'occupent des jeunes.
Le Geai de San Blas est omnivore. Son régime alimentaire est composé de petits vertébrés (lézards…), de fruits et d'insectes. Ce geai a été observé en train de piller un nid de colombe rousse (Columbina talpacoti).